# Kalendarium historii Mongolii

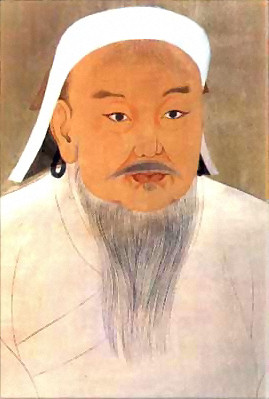
Czyngis-chan

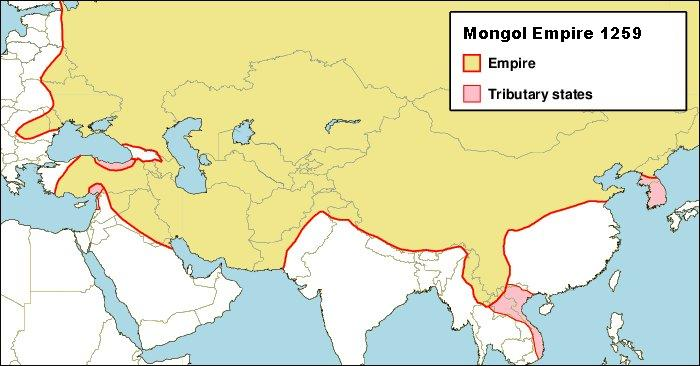
Imperium Mongolskie za panowania Mongkego

Kalendarium historii Mongolii

## Czasy najdawniejsze
- IV w. p.n.e. – na terenach współczesnej Mongolii powstało silne państwo Xiongnu, którego mieszkańcy przez wielu naukowców uważani są za przodków Hunów[1].
- XI w. – władzę nad stepami przejął protomongolski szczep Kitanów[1].
- 1125 – Kitanów podbił tunguski szczep Dżurdżenów, którego sprzymierzeńcem byli Tatarzy[1].

## Imperium Mongolskie
- 1206 – Temudżyn został obrany chanem wszystkich Mongołów (Czyngis-chanem). Siły mongolskie podbiły północne Chiny i całą Azję Centralną sprowadzając do swojej stepowej stolicy Karakorum przebogate łupy. Następcy Temudżyna zagarnęli Ruś, dzisiejsze: Afganistan, Iran i Irak, resztę Chin oraz Tybet, tworząc tym samym jedno z największych państw w historii świata – imperium mongolskie[1].
- 1227 – wprowadzenie w imperium papierowego pieniądza, śmierć Temudżyna[2].
- 1229 – Ugedej wybrany Wielkim Chanem[2].
- 1246 – 1248 – panowanie Gujuka[3].
- 1250 – pierwszy kurułtaj, na którym obrano władcą Mongkego[4].
- 1259 – śmierć Mongkego, Wielkim Chanem Kubilaj[4].
- 1261 – podział imperium mongolskiego[1].
- 1368 – Mongołowie tracą władzę w Chinach[1].

## Nowożytność

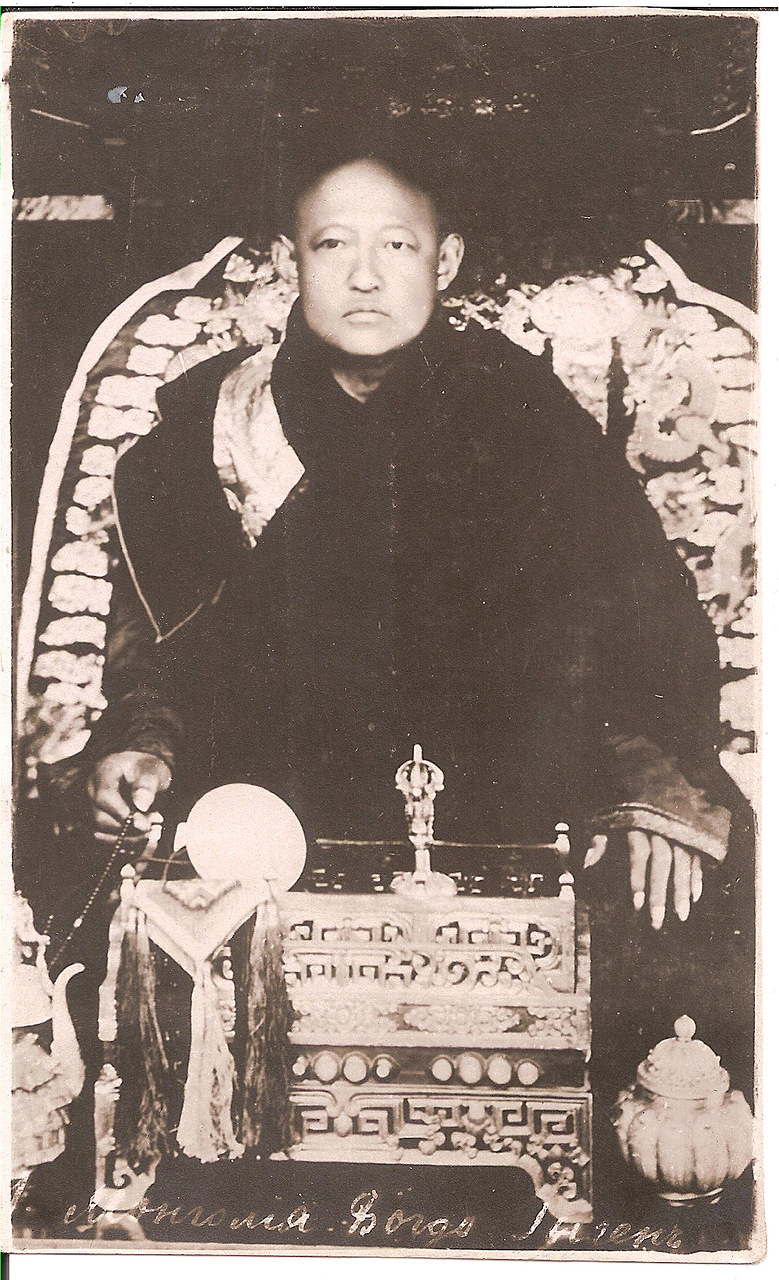
Bogda Chan

- 1626-1636 – Mongolię Wewnętrzną opanowali Mandżurowie[1].
- druga połowa XVII wieku – Mandżurowie podbijają Mongolię Zewnętrzną. Uzyskała ona status federacji plemion pod protektoratem chińskim[1].
- początek XX wieku – Chiny zaczęły zacieśniać swoją kontrolę nad Mongolią Zewnętrzną i rozpoczęły jej kolonizację[1].
- 1911 – gdy w Chinach wybuchła antycesarska rewolucja. Korzystając z zamętu Mongolia Zewnętrzna ogłosiła przy wsparciu Rosji niepodległość. Utworzono teokratyczny rząd na czele z Bogda Chanem[1].
- 1915 – po rosyjsko-chińskich negocjacjach Mongolia Zewnętrzna została w 1915 na mocy traktatu kiachtańskiego uznana za część Chin, jednak rząd chiński zgodził się na jej autonomię[1].
- 1919 – do Mongolii wkraczają wojska chińskie i obalają Bogda Chana[1].

## Mongolska Republika Ludowa
- 1921 – armia antybolszewickich Rosjan pod wodzą von Ungern-Sternberga wraz z nielicznymi oddziałami książąt mongolskich zdobyła stolicę kraju Urgę (obecnie Ułan Bator) i opanowała większość kraju. W lipcu 1921 Armia Czerwona wspomagając rewolucję mongolską zajęła Mongolię Zewnętrzną rozbijając wojska Ungerna i chińskie. Ustanowiony został rząd komunistyczny, jednak zachowano ustrój teokratyczny i władzę Bogda Chana[1].
- 1921-22 – odsunięcie od władzy najbardziej radykalnej części rewolucjonistów[5].
- 1924 – po śmierci Bogda Chana, proklamowano utworzenie Mongolskiej Republiki Ludowej. Umocnienie wpływów radzieckich na sytuację wewnętrzną.
- połowa lat 20. – władzę w państwie obejmują zwolennicy NEP.
- początek lat 30. – przyśpieszenie radykalnych reform gospodarczych w tym kolektywizacji[1].
- 1932 – nieudany bunt wojskowych, ograniczenie reform i odsunięcie od władzy większości ich inicjatorów. Premierem zostaje skonfliktowany ze Związkiem Radzieckim Peldżidijn Genden[6].
- 1934 – nasilenie sporu Gendena i ZSRR. Premier próbował wykorzystać napięcia na linii ZSRR-Japonia na korzyść Mongolii i uwolnienia się spod dominacji radzieckiej[7].

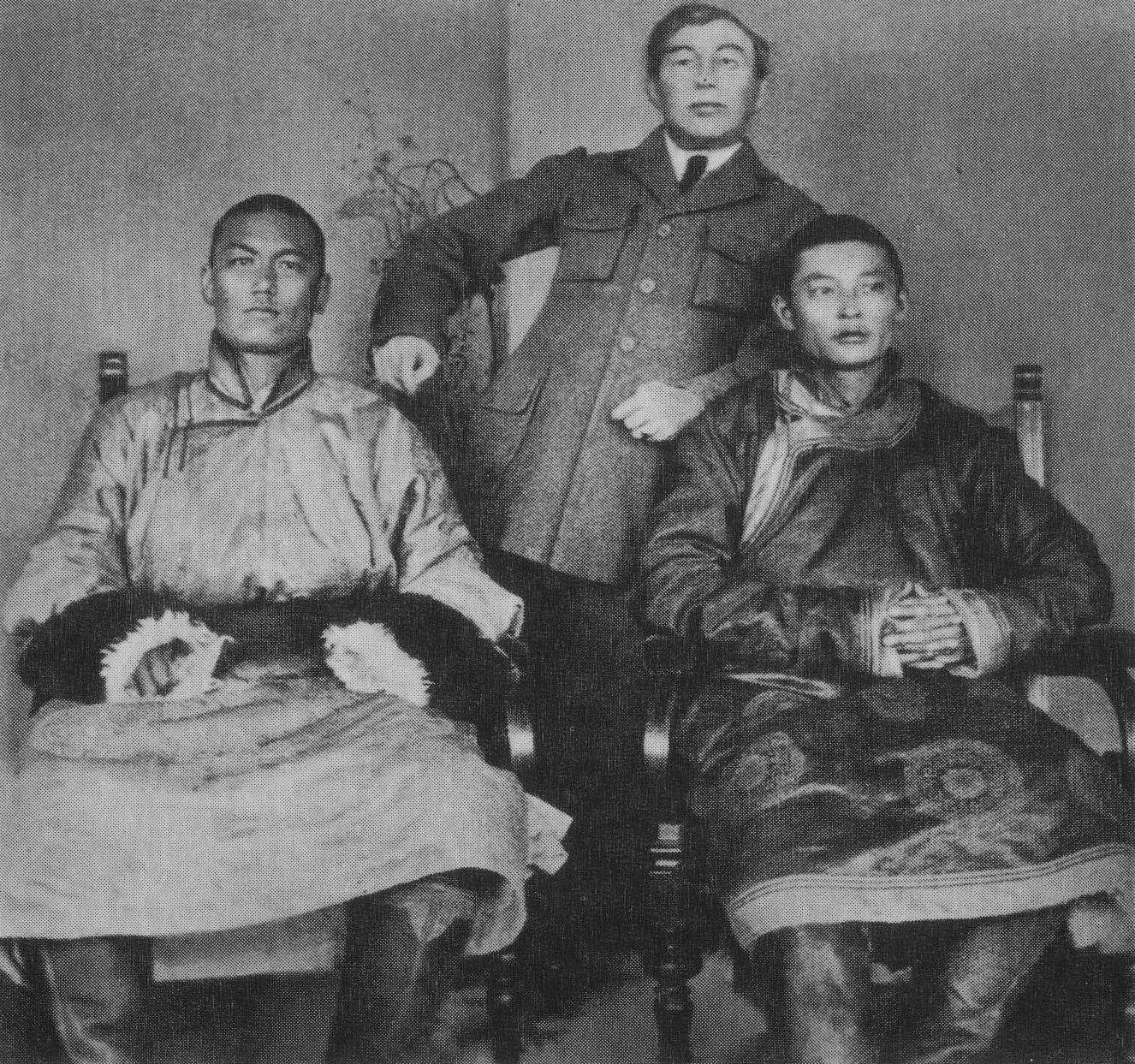
Damdin Suche Bator i Chorlogijn Czojbalsan

- 1936 – rząd radziecki doprowadził do aresztowania Gendena pod zarzutem szpiegostwa na rzecz Japonii. Władzę objął Chorlogijn Czojbalsan. Początek czystek dokonywanych przez NKWD na które bardzo niewielki wpływ mieli sami Mongołowie[8].
- 1939 – Mongolię zaatakowały z terytorium Mandżurii wojska japońskie. W ciągu kilku miesięcy połączone siły radziecko-mongolskie pod dowództwem Gieorgija Żukowa pokonały Japończyków.
- 1941 – po inwazji III Rzeszy na ZSRR Mongolia poparła radziecki wysiłek wojenny. W ramach pomocy wysłano do ZSRR pomoc w postaci surowców, zaopatrzenia, żywności czy odzieży wojskowej.
- II wojna światowa – w trakcie wojny miało miejsce zastąpienie alfabetu mongolskiego cyrylicą oraz ostateczna kolektywizacja rolnictwa[9][10].
- 1945 – Mongolia wypowiedziała wojnę Japonii i przyłączyła się do radzieckiego ataku na wojska japońskie w północnych Chinach (operacja kwantuńska). W trakcie kampanii rząd liczył na zjednoczenie wszystkich Mongołów w ramach republiki ludowej. Koniec wojny nie doprowadził jednak do zjednoczenia mongolskich ziem ze względu na zbyt silną pozycję Chin[11].
- połowa lat 40. – rozłam Czojbalsan-Stalin. Konflikt spowodowany był brakiem wsparcia Stalina dla zjednoczeniowych i panmongolskich pomysłów Czojbalsana[12].
- 1952 – władzę obejmuje Jumdżaagijn Cedenbal. Cedenbal potępił niedawne rządy Czojbalsana oraz zakończył okres samoizolacji Mongolii[1].
- 1962 – Mongolia przystępuje do RWPG[1].
- 1984 – władzę obejmuje Dżambyn Batmönch[1].

## Czasy współczesne

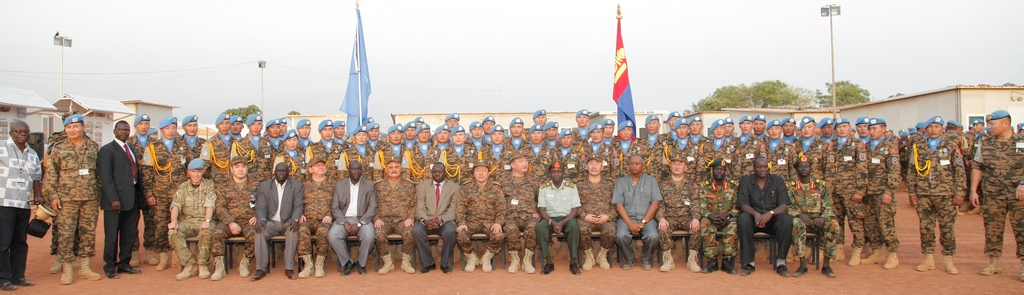
Prezydent Cachiagijn Elbegdordż i mongolskie wojska pokojowe w Sudanie

- 1990 – demokratyzacja państwa. Mongolia stała się republiką parlamentarną i przywrócono wolność religijną oraz własność prywatną[1].
- 1992 – wprowadzono nową konstytucję a ostatnie wojska rosyjskie opuściły kraj[1].
- 2003 – mongolskie wojska biorą udział w inwazji na Irak. W późniejszych latach wezmą udział w operacjach w Afganistanie, Kosowie, Sudanie i innych krajach[13].
- 2008 – stan wyjątkowy, wprowadzony w wyniku zamieszek, które wybuchły wskutek nieprawidłowości w organizacji wyborów parlamentarnych[14].
- 10 marca 2020 – ogłoszono pierwszy przypadek COVID-19 w Mongolii[15].